# Esvelia Calderón Corona
Esvelia Calderón Corona (Morelia, Michoacán, 18 de noviembre de 1944) es una política mexicana, miembro del Partido Revolucionario Institucional (PRI). Fue diputada federal de 1970 a 1973.

## Biografía
Realizó sus estudios de primaria en la ciudad de Morelia y los de secundaria en Villa Jiménez. Fue secretaria de Acción Femenil de la Liga de Comunidades Agrarias y Sindicatos Campesinos de Michoacán, sección de la Confederación Nacional Campesina (CNC) en el estado; así como secretaria adjunta de Acción Femenil del comité nacional de la CNC.
Fue diputada suplente al Congreso del Estado de Michoacán y en 1970 fue elegida diputada federal por el Distrito 3 de Michoacán a la XLVIII Legislatura que concluyó en 1973. En la Cámara de Diputados fue integrante de las comisiones de Binestar Infantil; 2a. de Asuntos Agrarios; de Colonización; y, de Electrificación Rural.